# Halltal

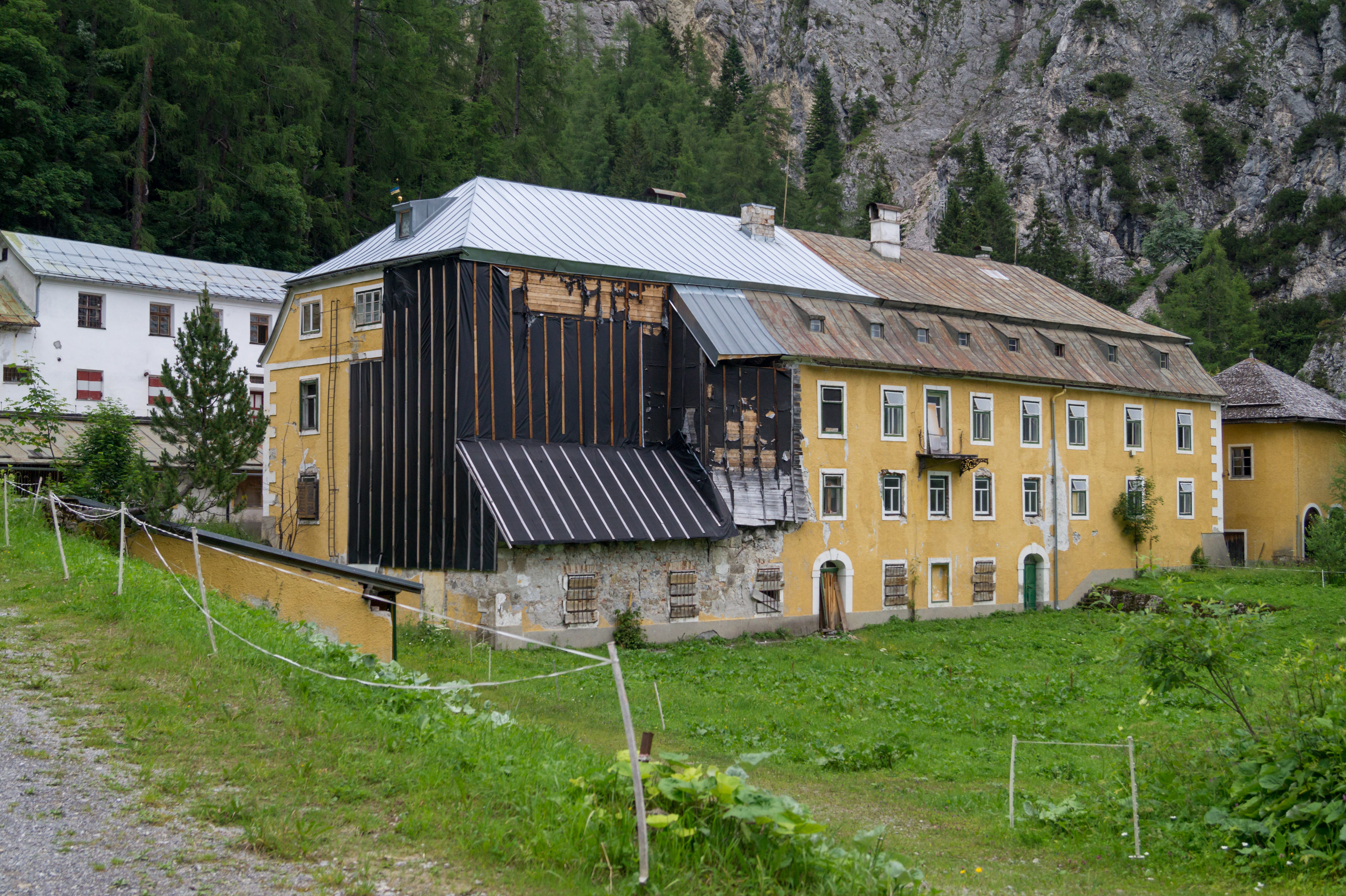
Herrenhäuser im Halltal

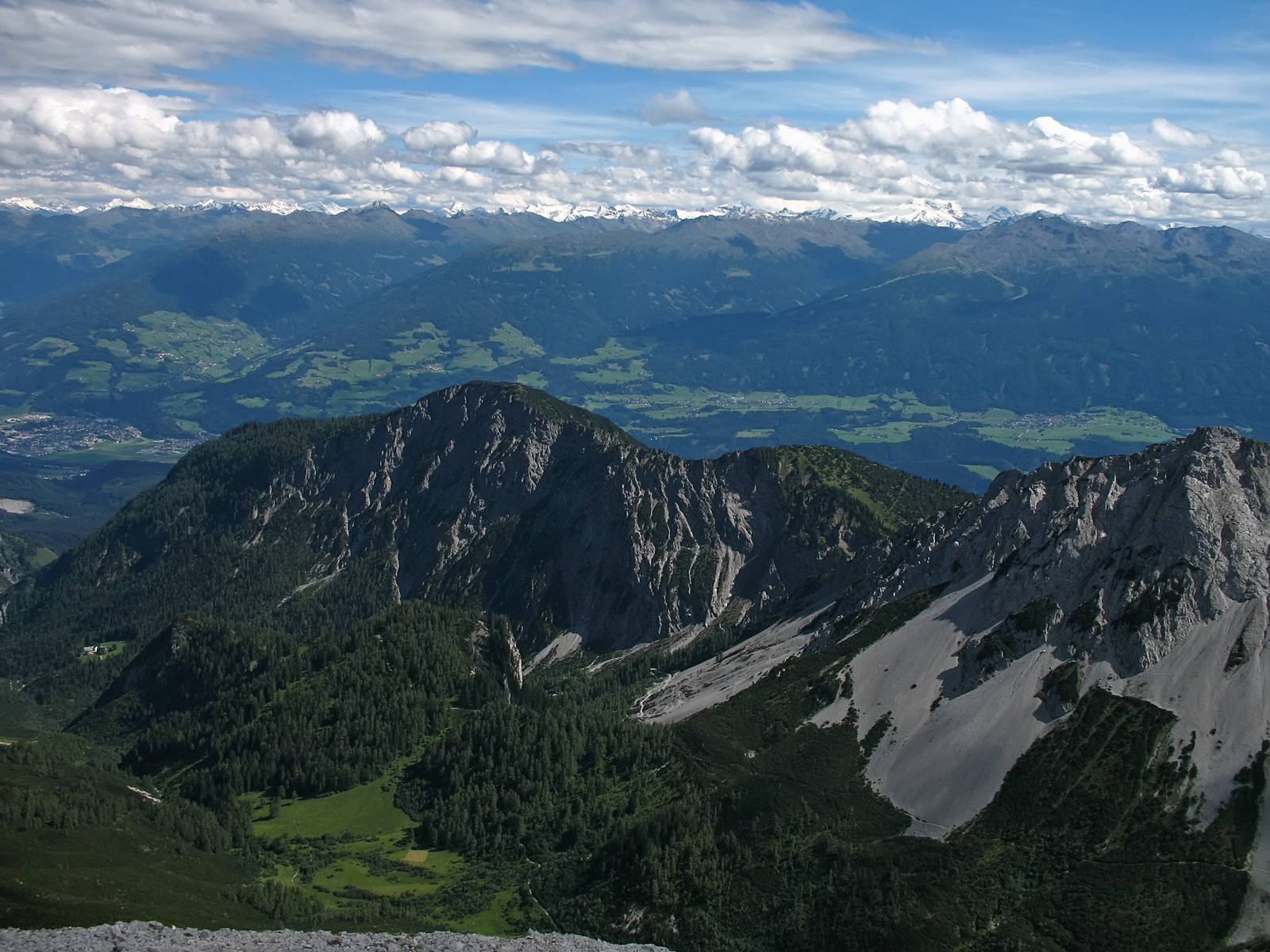
Halltal mit Haller Zunterkopf, rechts davon der Thaurer Zunterkopf mit dem Törl und den anschließenden Wildanger

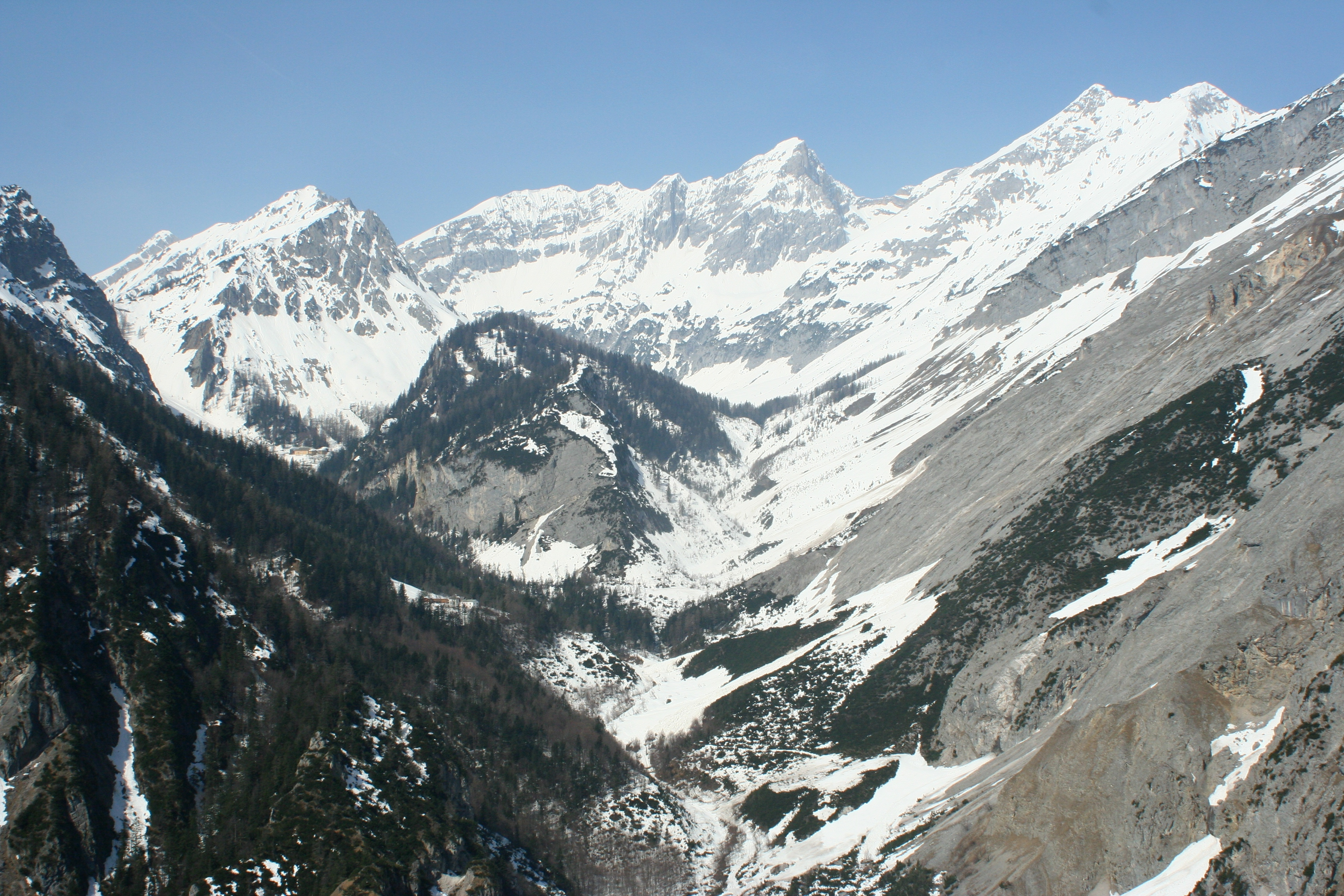
Blick von der Alpensöhnehütte ins Halltal in Richtung Westen, die Berge von links nach rechts: Rumer Spitze, Lattenspitze, Stempeljochspitze, Rosskopf, Großer Lafatscher und Kleiner Lafatscher

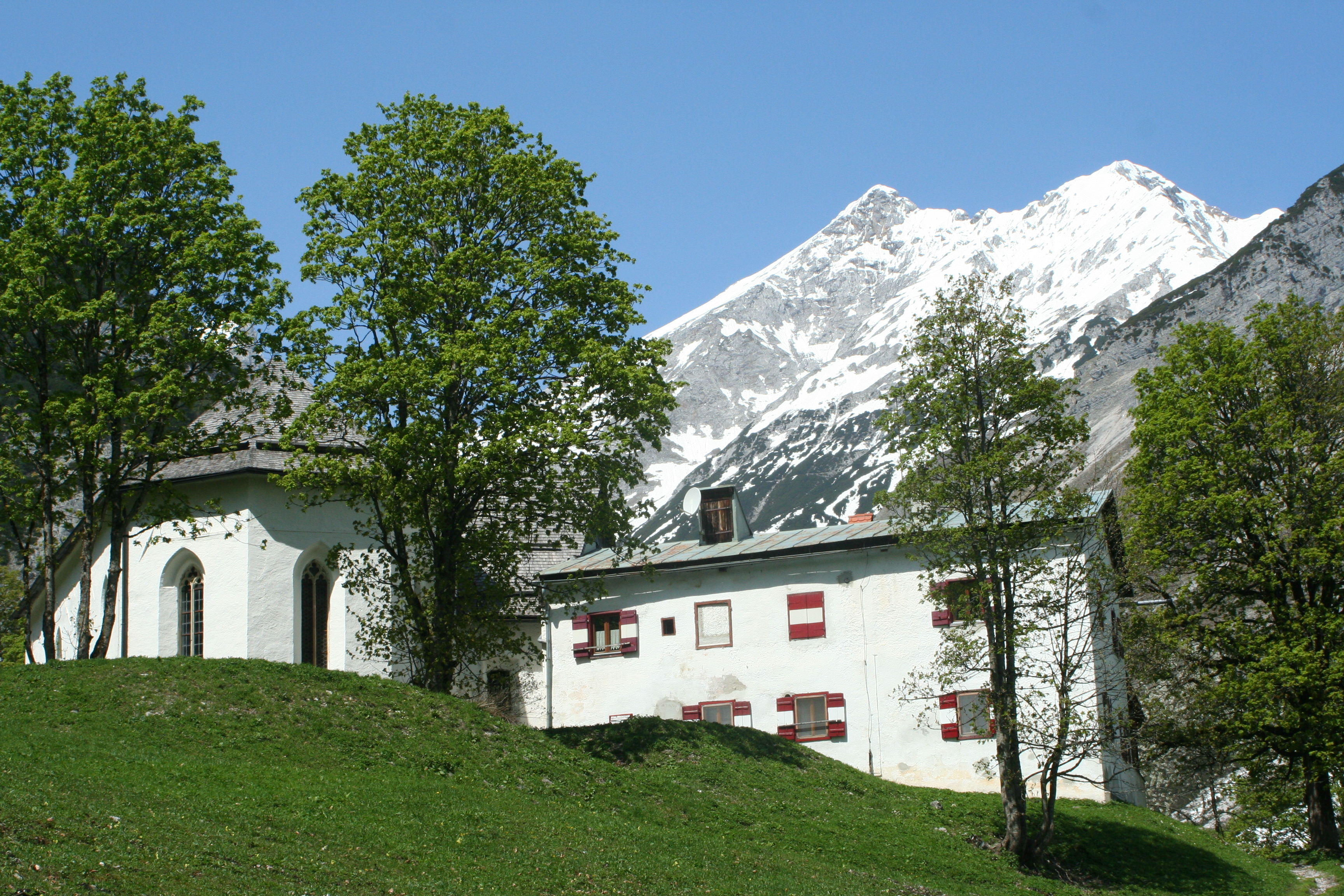
Das ehemalige Kloster St. Magdalena im Halltal. Hinten Großer Lafatscher (links) und Kleiner Lafatscher (rechts)

Die hölzerne Soleleitung, deren Reste entlang des Fluchtsteiges im Halltal noch erhalten sind

Das Halltal ist ein kleines Seitental des Inntals im Karwendel im österreichischen Bundesland Tirol. Es befindet sich im Gemeindegebiet von Absam nördlich der ehemaligen Salinenstadt Hall in Tirol.

## Geographie
Das Tal beginnt beim Hackl (800 m ü. A.) am oberen Ende des Haller Schwemmfächers und verläuft zuerst etwa 2 km in nordwestlicher Richtung, biegt dann scharf in westliche Richtung um und zieht weitere 5 km bis zum Stempeljoch (2215 m ü. A.). Der Rücken des Kartellerjöchls (1731 m ü. A.) teilt das Tal in das obere Halltal mit dem Haller Salzberg und dem nördlich davon gelegenen Isstal. Der vom Haller Salzberg kommende Bergbach vereinigt sich mit dem Issbach zum Halltalbach oder Weißenbach, welcher in Hall in Tirol in den Inn mündet.
Der vordere Teil des Tales war über eine bis zu 32 Prozent steile Mautstraße öffentlich befahrbar. Die Weiterfahrt zu den Herrenhäusern und auf das Issjöchl war hingegen für den öffentlichen Verkehr gesperrt. Nach mehreren Murenabgängen im Bereich der Bettelwurfreise ist das Halltal seit 2012 nur noch für Berechtigte befahrbar.
Das Halltal und seine Umrahmung liegen im Naturschutzgebiet Karwendel, welches ein Teil des Alpenparks Karwendel ist.

## Geologie
Das Halltal ist Teil der Nördlichen Kalkalpen und sein West-Ost-Ast folgt einer bedeutenden tektonischen Grenzfläche, an der Gesteine der Inntal-Decke über jüngere Gesteine der südlich davon vorkommenden Karwendel-Schuppenzone geschoben wurden. An dieser Störungszone tritt auch das Salinar der Salzlagerstätte auf. Die Berge nördlich der Störung bestehen zum Großteil aus dem dickbankigen, hellgrauen Wettersteinkalk, der eine Sattelstruktur bildet. Markant ist das mittelsteile Südfallen seiner Schichten im Gipfelaufbau des Großen Bettelwurfs (2726 m ü. A.) und des Kleinen Bettelwurfs (2650 m ü. A.) sowie im Bereich der sogenannten Platten westlich der Bettelwurfhütte. Auch das Kartellerjöchl (1731 m ü. A.) wird aus Wettersteinkalk aufgebaut; darüber liegen noch Reste der Raibler Schichten. Die Berge südlich des Halltals (Zunterköpfe) bestehen großteils aus dem dünngebankten, mittelgrauen Hauptdolomit.
Die Salzlagerstätte reicht vom Bereich des heutigen Salzberges nach Westen bis unter den Wildanger-Stock und nach Norden bis ins hintere Isstal. Das Hauptgestein ist das Haselgebirge, ein tektonisches Mischgestein aus Tonstein, Siltstein, Steinsalz und Anhydrit.
Das Halltal weist außerdem noch junges Gestein in Form von Brekzien auf, die z. B. den markanten Plattenturm westlich der Bettelwurfhütte aufbauen. Diese Sedimentgesteine zeigen eine ehemals mächtige Verfüllung des Halltals an.

## Der Haller Salzberg
Große Bedeutung erlangte das Halltal durch den über 700 Jahre lang betriebenen und 1967 geschlossenen Salzbergbau und die damit verbundene Saline in Hall in Tirol. Davon sind noch viele Spuren zu sehen, z. B. die Eingänge der Hauptstollen und die Herrenhäuser. Das Salzvorkommen wurde der Legende nach von Ritter Nikolaus von Rohrbach entdeckt, als er aus dem Vorkommen von salzhaltigem Quellwasser auf ein unterirdisches Salzlager schloss. Urkundlich belegt ist eine Saline in diesem Gebiet im Jahre 1232. Der eigentliche Bergbau dürfte spätestens um 1272 begonnen haben, als Graf Meinhard II. den ersten Stollen, den heutigen Oberbergstollen (1608 m ü. A.), anschlagen ließ. Bereits im Jahre 1555 betrug das Streckennetz der Stollen etwa 20 km Länge. Insgesamt wurden 8 Horizonte (Hauptstollen) aufgefahren. Das gesamte Streckennetz betrug kurz vor der Schließung im Jahre 1967 rund 22 km (mit allen aufgelassenen Strecken ca. 80 km).
Der Abbau des Salzes geschah wie in allen alpinen Salzlagerstätten durch kontrollierte Auslaugung. Die so gewonnene Sole wurde über eine 10 km lange Rohrleitung bis zum Sudhaus nach Hall in Tirol geleitet.
Die Herrenhäuser (1485 m ü. A.), Zentrum des früheren Bergbaues, und das darin befindliche Salzbergmuseum sind seit dem Abgang einer Lawine im Jahre 1999 für die Öffentlichkeit geschlossen. Durch die exponierte Lage ist eine Sanierung des Gebäudes von privater Seite äußerst schwierig. Im Jahr 2021 wurde ein neuer Versuch gestartet, die Herrenhäuser zu retten.

## Tourismus: Hütten und Wanderwege
Das Halltal ist Ausgangspunkt für zahlreiche Bergtouren. Besonders häufig bestiegen werden der Große und der Kleine Bettelwurf, die Speckkarspitze, der Große und Kleine Lafatscher sowie der Haller- und der Thaurer Zunterkopf.
Ein beliebtes Ausflugsziel ist das Gasthaus im ehemaligen Kloster St. Magdalena, welches von Herbst 2012 bis Februar 2014 nicht bewirtschaftet wurde. Die Gemeinde Absam hat nach langen Verhandlungen den Bundesforsten schlussendlich das Alpengasthaus abgekauft und seit diesem Zeitpunkt ist die Wirtschaft wieder geöffnet. Die Gaststätte in den Herrenhäusern ist geschlossen, wobei das spartanisch eingerichtete sogenannte Knappenhäusl unregelmäßig an Wochenenden geöffnet ist. Ansonsten wird dort auf die Ehrlichkeit der Wanderer vertraut und es stehen Bier und Radler gegen eine Gebühr von zwei Euro bereit. An der Südseite des Bettelwurfs liegt auf 2079 m ü. A. die Bettelwurfhütte der Sektion Innsbruck des Österreichischen Alpenvereins. Nur an Sonntagen und Feiertagen von Anfang Mai bis Ende Oktober bewirtschaftet ist die Alpensöhnehütte (1345 m ü. A.) unterhalb des Halltaler Zunterkopfes.

## Naturschutz
Das Halltal liegt im Alpenpark Karwendel, der mit seinem Konglomerat aus Naturschutz- und Landschaftsschutzgebieten zu den Natura-2000-Gebieten zählt. Dies bedeutet für den Besucher naturschutzrechtliche Einschränkungen bezüglich Befahren mit bzw. Abstellen von Kraftfahrzeugen im Schutzgebiet.